# 장주기 변광성

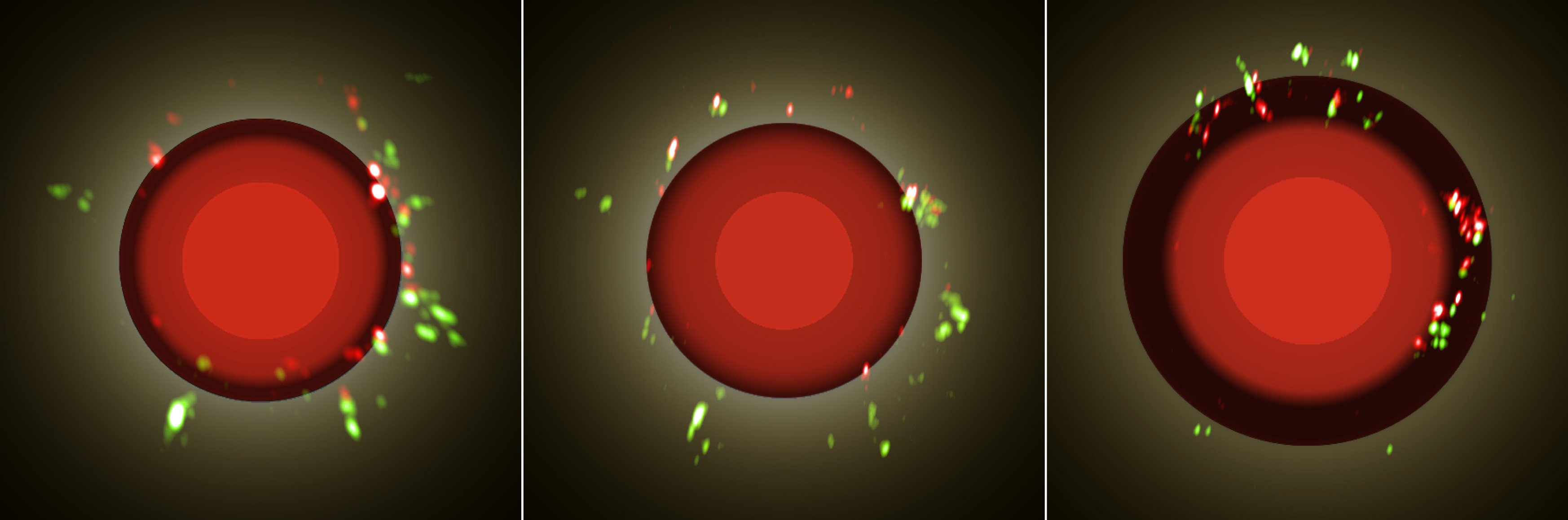
오리온자리 S의 변광을 나타낸 것으로, 먼지 분포 및 분자 증폭을 보여주고 있다.

장주기 변광성(長週期變光星, long period variable, LPV)은 밝기가 수개월 또는 수년에 걸쳐 변하는, 밝기 변화의 주기가 긴 변광성이다. 장주기 변광성은 거성 또는 더 밝은 별들로 분광형으로는 F형에서 그보다 온도가 낮은(표면 색이 붉어지는) 별들이다. 그러나 장주기 변광성 구성원 대부분은 적색 거성과 점근 거성 가지에 해당하는 별들로, 분광형은 M, S, C에 해당된다. 이들의 겉보기 색은 붉거나 진한 오렌지색이다.

## 분류
변광성 일반 목록에는 장주기 변광성이 정의되어 있지 않지만, 미라형 변광성은 주기가 긴 변광성으로 서술되어 있다. 이 분류는 처음에 주기가 몇백 일 단위로 매우 긴 변광성을 분류하기 위해 사용되었다. 20세기 중반에, 장주기 변광성의 정체가 차가운 거성으로 거의 확정되었고, 미라형 변광성과 가까운 반규칙 변광성 등 변광성 전체에 대해 다시금 연구가 이루어져 "장주기 변광성"이라는 분류가 생겨나게 되었다. 반규칙 변광성은 장주기 변광성과 세페이드 변광성의 중간으로 여겨진다.
변광성 일반 목록 출판 후, 미라형 및 반규칙 변광성(중 SRa)은 간혹 장주기 변광성으로 간주되었다. 장주기 변광성은 넓게 보면 미라형, 반규칙, 저속 불규칙 변광성, OGLE 소진폭 적색거성(OSARGs)으로 볼 수 있지만, OSARGs는 일반적으로 장주기 변광성으로 취급되지 않으며, 연구자 대부분은 장주기 변광성을 미라형 및 반규칙, 또는 미라형만으로 보고 있다. 미국 변광성 관측자 협회의 장주기 변광성 문단에서는 "미라형, 반규칙, 황소자리 RV형 등 모든 적색거성"들을 다루고 있다. 황소자리 RV형 변광성에는 SRc형(반규칙)과 Lc형(불규칙) 적색 거성이 포함된다. 최근 연구에서는 점근거성가지에 대한 연구에 초점을 두고 있다.

## 성질

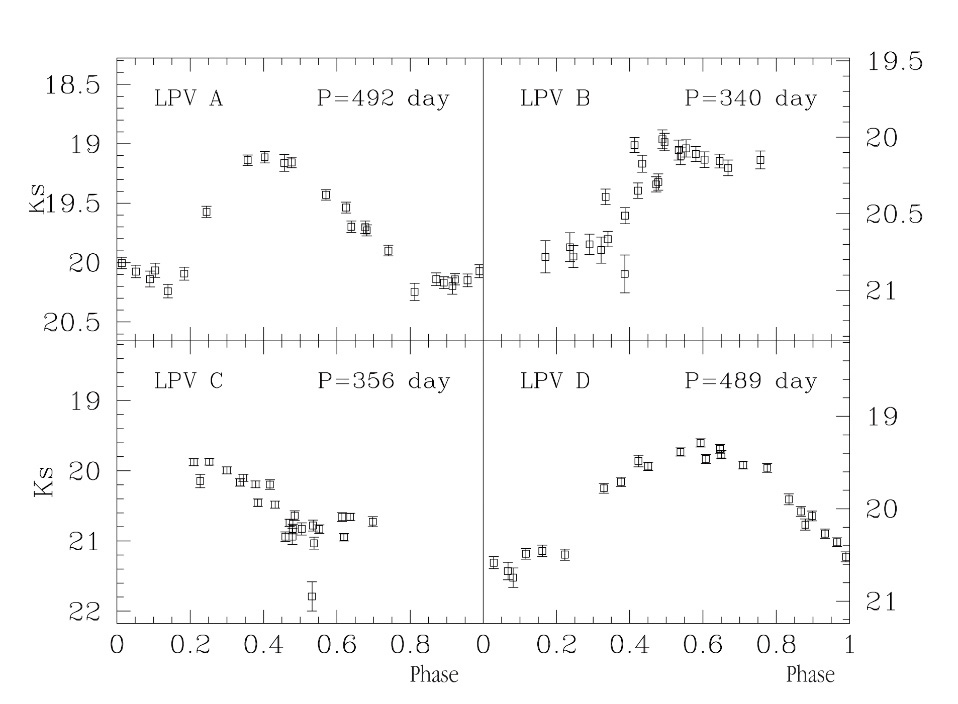
은하 센타우루스자리 A에 있는 미라형 변광성 4개의 광도곡선.

장주기 변광성은 차가운 거성이나 초거성이며, 변광 주기가 몇백 일에서 몇천 일까지 가기도 하는 변광성으로, 가끔은 변광 주기를 결정하기에 주기가 너무 길어 과연 변광을 하는 것인지 아닌지를 결정하지 못할 때도 있다.
장주기 변광성은 분광형 F 또는 F보다 적색인 분광형을 가지며, 보통은 M, S, C이다. 하늘에 있는 붉은색 별 대부분, 라 수페르바, 독수리자리 V, 궁수자리 VX 등은 전부 장주기 변광성이다.
모든 미라형 변광성 등 장주기 변광성 대부분은 열적 변광을 하는 점근거성열로, 광도가 태양보다 수백 배 더 크다. 큰개자리 VY 등 커다란 항성들 몇몇은 장주기 변광성에 속한다.

## 긴 2차 주기
장주기 변광성의 주기 중 1/4 ~ 1/2 구간에서, 변광성은 가시광선 대역에서 1등급 정도 올라가고 1차 주기의 10배 정도 느린 주기를 갖는, 매우 느린 변화를 보인다. 이 변화를 "긴 2차 주기"라고 부르며, 원인은 아직 불명이다. 쌍성의 상호작용, 먼지, 자전, 비방사 운동 등 여러 이론이 제기되었지만 모두 관측 결과를 설명할 때 문제가 있다.

## 변광 형태
미라형 변광성은 대부분 기본형 변광성이며, 점근 거성 가지에 포함되는 반규칙 및 불규칙 변광성은 1차, 2차, 3차 배진동이 있다. 반규칙 및 불규칙 장주기 변광성 대부분은 변광 형태가 하나 이상이다.
긴 2차 주기는 기본형에서 생겨나지 못하지만, 특이한 변광 형태가 설명 중 하나로 제안되기도 했다.